# Beesat-2
Beesat-2 (auch Tubsat 9) war ein Kleinsatellit im Cubesat-Format der Technischen Universität Berlin, der am Fachgebiet Raumfahrttechnik unter der Mitarbeit von Studierenden entwickelt wurde. Er ist der direkte Nachfolger von BeeSat. Wegen des großen Erfolgs von BeeSat wird eine fast identische Hardwarekonfiguration verbesserter Kamera und Nutzlastdaten-Computer gewählt, die an wenigen Stellen dem Missionsziel angepasst wird.
Im Rahmen dieses Forschungsprojektes werden miniaturisierte Reaktionsräder eingesetzt, die im Vorgängerprojekt entwickelt und bereits erfolgreich im Weltraum getestet werden konnten.
Während der geplanten Missionsdauer von einem halben Jahr sollen erstmals Lageregelungsexperimente an Bord eines Picosatelliten unter Verwendung von Reaktionsrädern durchgeführt werden.
Das Regelungskonzept basiert auf der Vermessung des Erdmagnetfeldes und der einfallenden Sonnenstrahlung. Halbsekündlich werden diese Daten an Bord mit errechneten Referenzvektoren aus mathematischen Modellen verglichen, woraus die Orientierung des Satelliten im Raum bestimmt werden kann. Zustandsregler setzen diese Lageinformation in Steuerbefehle an die Reaktionsräder um und erlauben die kontrollierte Ausrichtung des Satelliten. Das Ergebnis dieser Lageregelung kann anhand einer eingebauten Kamera durch das Betriebspersonal am Boden überprüft werden.
Im Anschluss an diese experimentelle Betriebsphase wird der Satellit im Rahmen der Lehre eingesetzt und soll ebenfalls als Amateurfunksatellit verwendet werden.
Der Satellit wurde am 19. April 2013 10:00 UTC von Baikonur aus zusammen mit dem Biosatelliten Bion-M1 und den fünf Kleinsatelliten AIST 2, Beesat-3, Dove-2, OSSI 1 und SOMP mit einer Sojus-2.1a-Rakete gestartet.
Auf Grundlage von Beesat-2 wurde Beesat-4 entwickelt, der am 22. Juni 2016 gestartet wurde.
Am 2. Februar 2024 verglühte Beesat-2.